# Klaus Meine
Klaus Meine (sinh 25 tháng 5 năm 1948) là một ca sĩ người Đức, được biết đến như là ca sĩ hát chính của ban nhạc rock Scorpions.

## Tiểu sử
Năm 1969, Klaus Meine cùng Michael Schenker lần đầu tham gia vào nhóm nhạc Scorpions do người bạn cũ và cũng là anh trai của Michael Schenker, Rudolf Schenker thành lập. Klaus Meine giữ vai trò sáng tác và hát chính trong nhóm.
Meine viết hầu hết các ca khúc, nhưng không phải là toàn bộ. Anh cũng đồng sáng tác với Herman Rarebell (tay trống, thành viên cũ của Scorpions) trong bài hit "Rock you Like a Hurricane", và một số khác. Anh cũng chính là tác giả kiêm hòa âm của các ca khúc nổi tiếng như "Wind of Change" và "When The Smoke Is Going Down".
Năm 1981, sau một tour diễn khắp thế giới và suốt quá trình thu âm album Blackout, Klaus Meine bị mất giọng rất tệ, anh thậm chí không thể nói được. Tuy nhiên, với sự giúp đỡ của một chuyên gia về thanh âm, Meine cũng đã kịp hồi phục để cùng nhóm hoàn tất album Blackout.
Klaus Meine được chú ý bởi một giọng hát hiếm có của mình, giọng trong veo và mang chất rock metal tiêu biểu, có thể trình diễn trong một âm vực rộng (anh có âm vực ở khoảng giọng tenor). Anh có khả năng trình bày bài hát tốt từ những bản heavy metal mạnh mẽ đến những bản ballad nhẹ nhàng.
Anh được sự kính trọng rộng rãi trên thế giới vì những đóng góp của anh đối với âm nhạc và nhân quyền. Ban nhạc của anh, Scorpions, vừa mới phát hành album mới nhất của họ, album Humanity Hour 1. Trong đó ca khúc Humanity của anh đề cập đến vấn đề bản chất con người. Hiện tại anh cùng ban nhạc đang tham gia một tour diễn khắp thế giới.